# Sunwest Aviation
Sunwest Aviation — канадська авіакомпанія зі штаб-квартирою в місті Калгарі (Альберта), виконує чартерні пасажирські та вантажні авіаперевезення по населених пунктах країни.
Головним транзитним вузлом (хабом) перевізника є Міжнародний аеропорт Калгарі, як вторинні хаби використовуються Міжнародний аеропорт Едмонтон і Міжнародний аеропорт Ванкувера.

## Флот

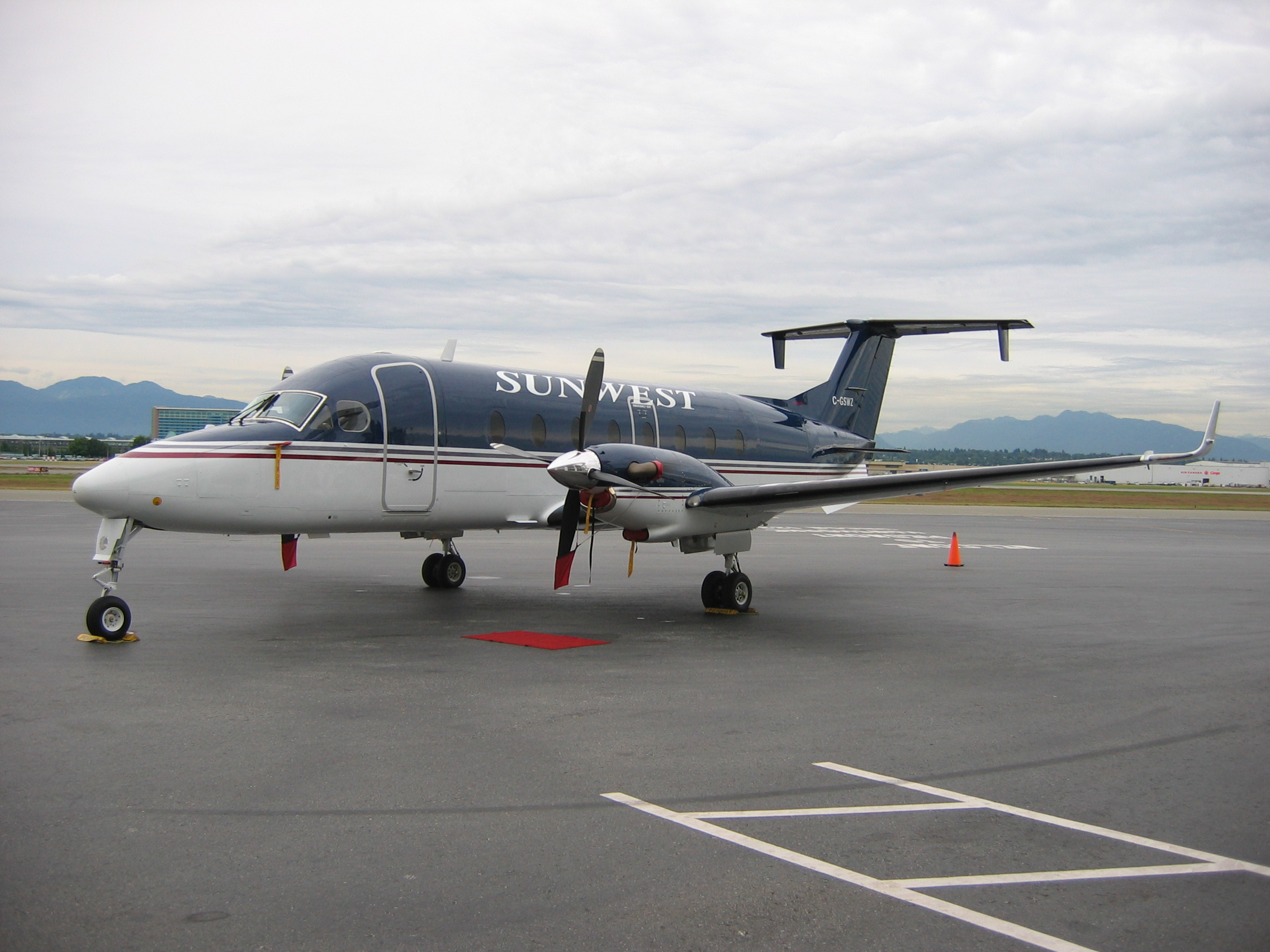
Beechcraft 1900 авіакомпанії Sunwest Aviation

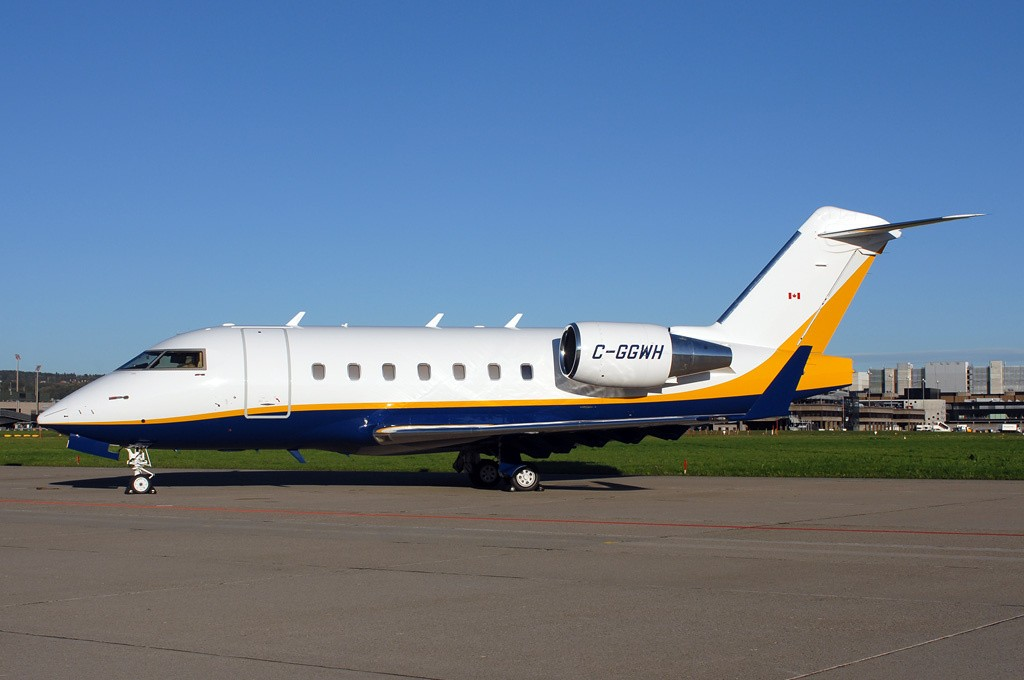
Bombardier Challenger авіакомпанії Sunwest Aviation в цюріхському аеропорту Клотен

Станом на березень місяць 2010 року повітряний флот авіакомпанії Sunwest Aviation становили такі літаки:
- 5 Raytheon Beech 1900D
- 3 Fairchild Metro 23
- 2 Fairchild Metro II[1]
- 1 Challenger 604
- 1 Cessna Citation 680 Soveriegn
- 1 Cessna Citation II
- 1 Cessna Citation V
- 1 Falcon 900 EX
- 3 Hawker 800/800XP
- 4 King Air 200
- 1 King Air 350
- 1 Learjet 35A
- 4 Learjet 45
- 2 Learjet 55
- 4 Piper Chieftain
- 3 Cessna Caravan